# Marçay (Vienne)
Marçay ist eine französische Gemeinde im Département Vienne mit 1.119 Einwohnern (Stand: 1. Januar 2022) in der Region Nouvelle-Aquitaine. Marçay gehört zum Arrondissement Poitiers und ist Teil des Kantons Vivonne. 

## Geographie
Marçay liegt etwa zehn Kilometer südwestlich von Poitiers. Das Gemeindegebiet wird vom Flüsschen Palais und seinem Zufluss Rune durchquert. Umgeben wird Marçay von den Nachbargemeinden Fontaine-le-Comte im Norden und Nordosten, Iteuil im Osten und Nordosten, Vivonne im Osten und Südosten, Marigny-Chemereau im Süden, Celle-Lévescault im Süden und Südosten, Cloué im Südosten sowie Coulombiers im Westen und Nordwesten.

## Bevölkerungsentwicklung
| Jahr                      | 1793 | 1800 | 1896 | 1901 | 1962 | 1968 | 1975 | 1982 | 1990 | 1999 | 2006 | 2013 |
| ------------------------- | ---- | ---- | ---- | ---- | ---- | ---- | ---- | ---- | ---- | ---- | ---- | ---- |
| Einwohner                 | 805  | 779  | 1024 | 1015 | 581  | 539  | 556  | 591  | 602  | 695  | 764  | 1074 |
| Quelle: Cassini und INSEE |      |      |      |      |      |      |      |      |      |      |      |      |

## Sehenswürdigkeiten

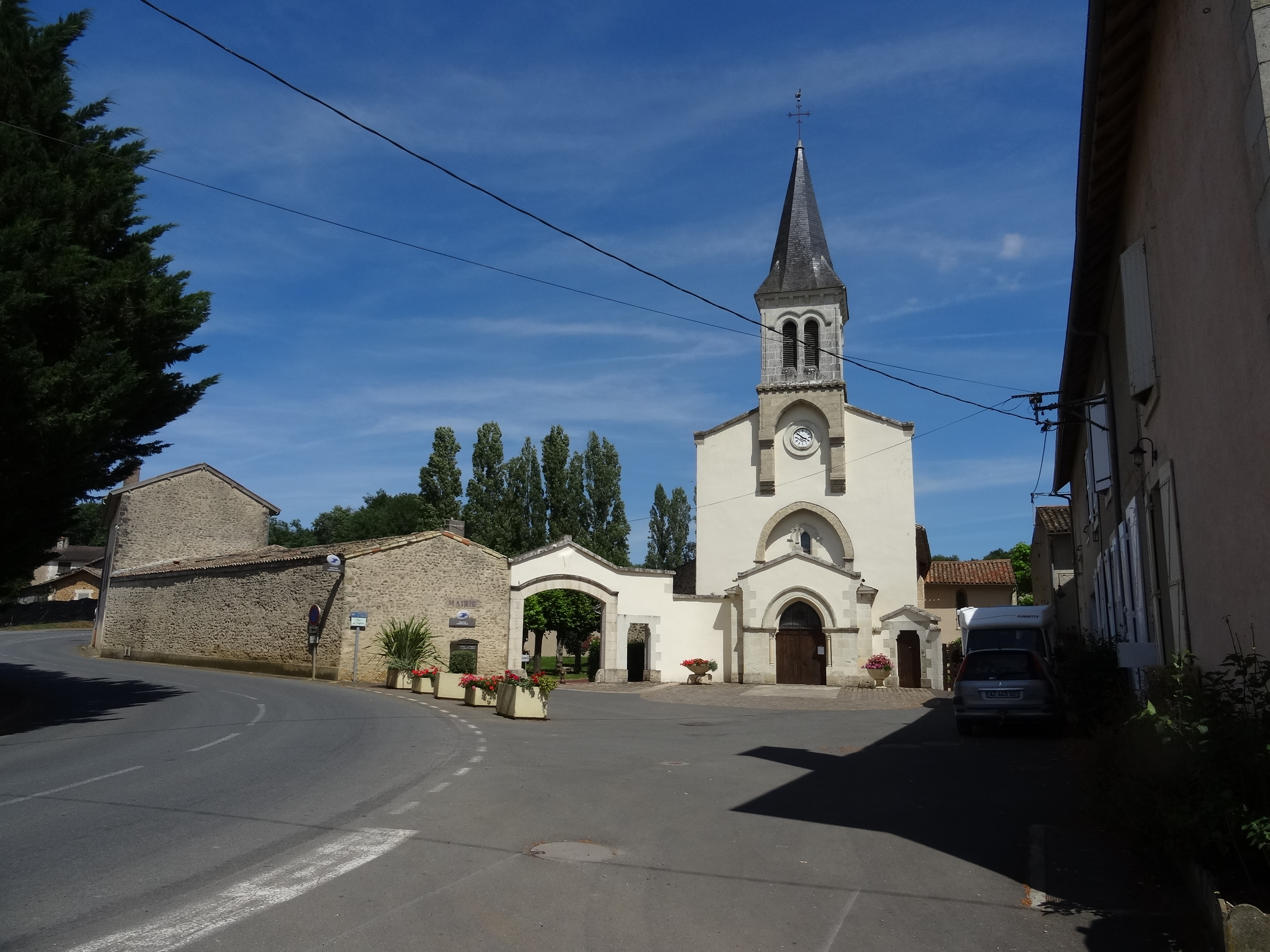
Kirche
- Basilika Saint-Benoît-Joseph-Labre von 1856
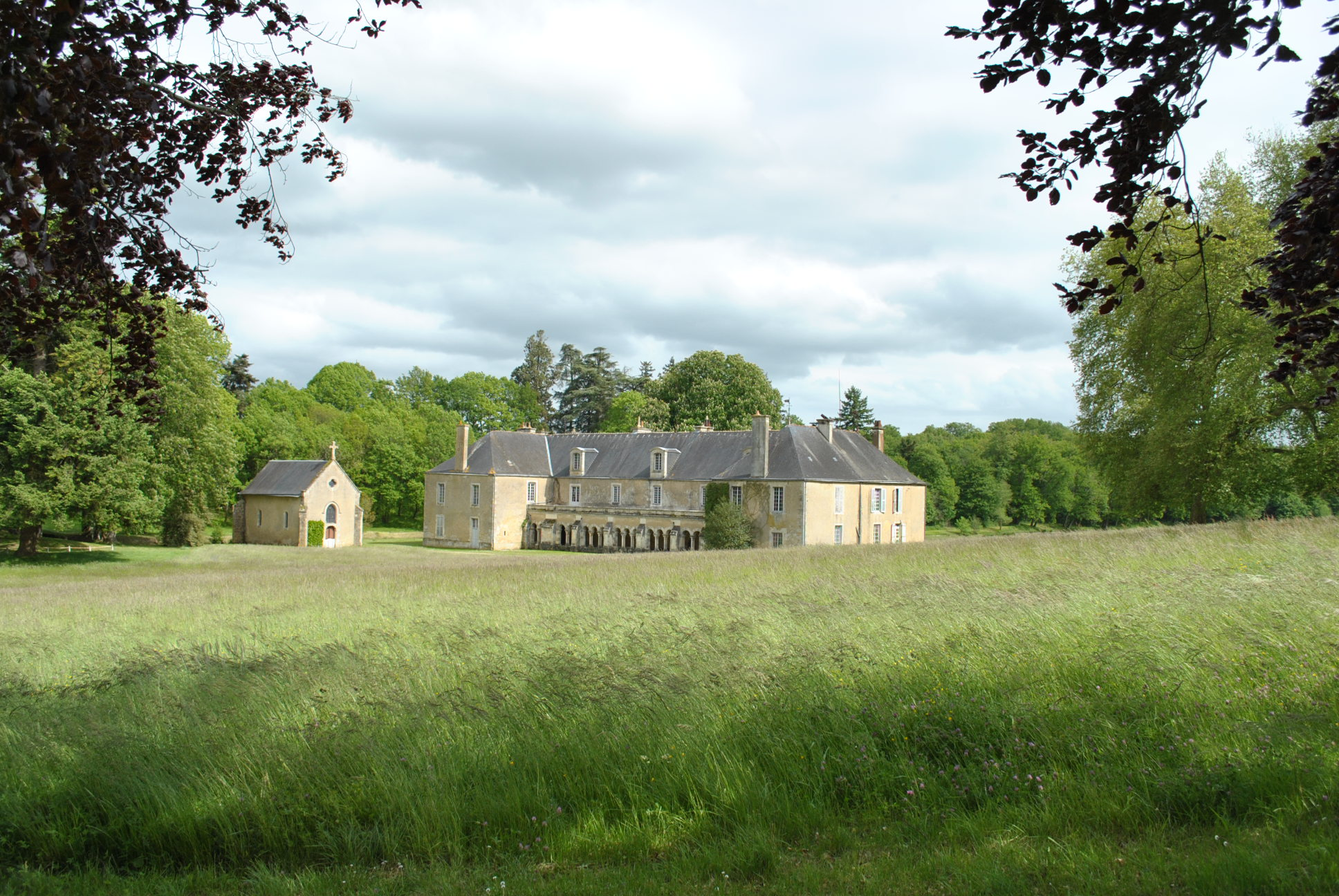
Kloster von Bonnevaux
- Schloss aus dem 19. Jahrhundert

- Kirche
- Kloster Bonnevaux